# Doelenpoortsbrug
De Doelenpoortsbrug is een vaste brug in de binnenstad van de Nederlandse stad Leiden. De brug verbindt de Doelengracht en de Oude Varkensmarkt.
De eerste brug op deze locatie stamt reeds uit de 14e eeuw. Vroeger waren de Doelenpoortsbrug en de Doelengrachtsbrug aan elkaar. Op een tekening uit 1788 is dit te zien. In 1854 werden deze bruggen gescheiden. De brug staat sinds 1968 ingeschreven als rijksmonument in het monumentenregister. De Doelenpoort waar de brug op uitmondt is eveneens rijksmonument en stamt uit 1645. In 1984 werd de huidige brug gebouwd.

## Foto's

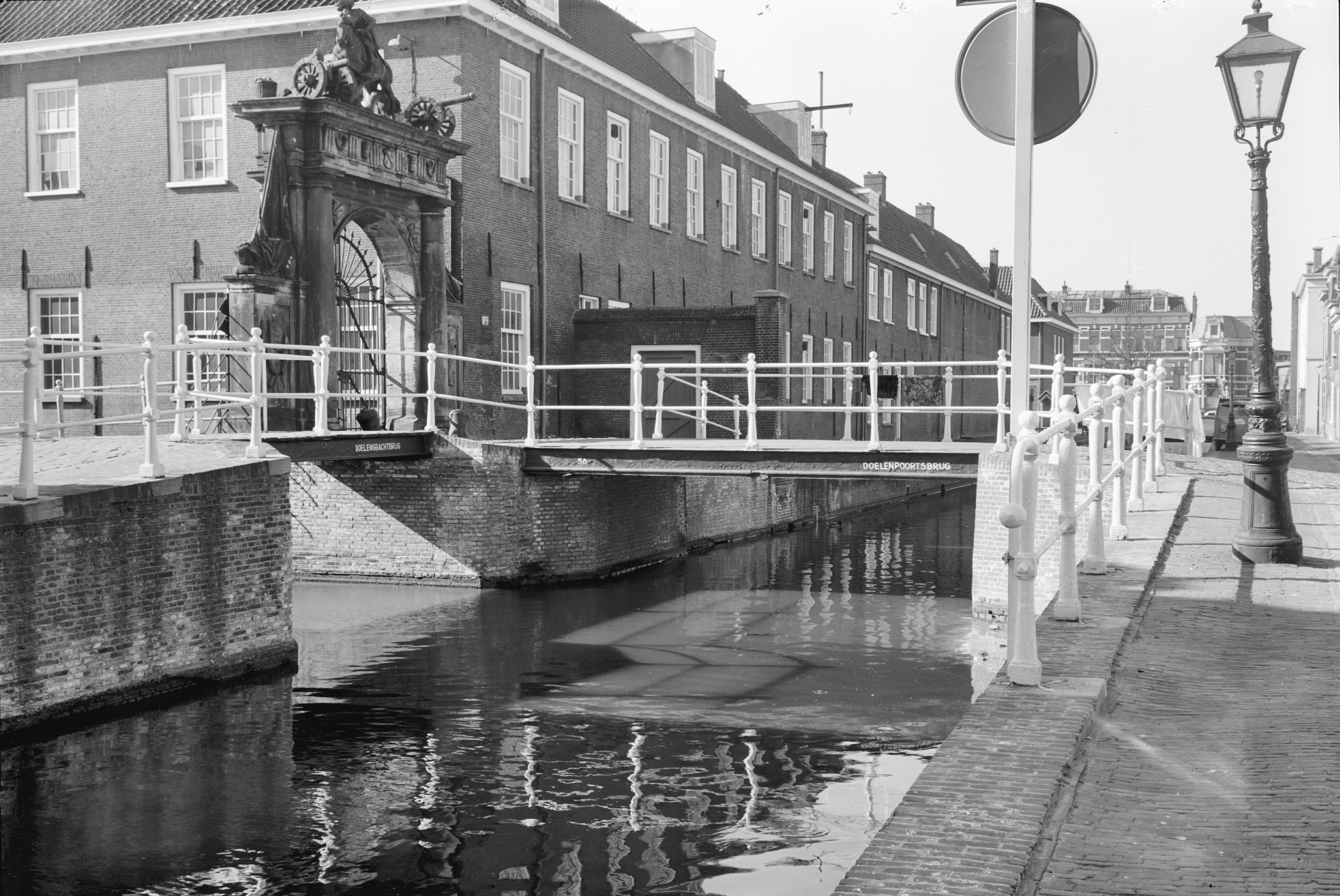
Linkerzijde in 1964
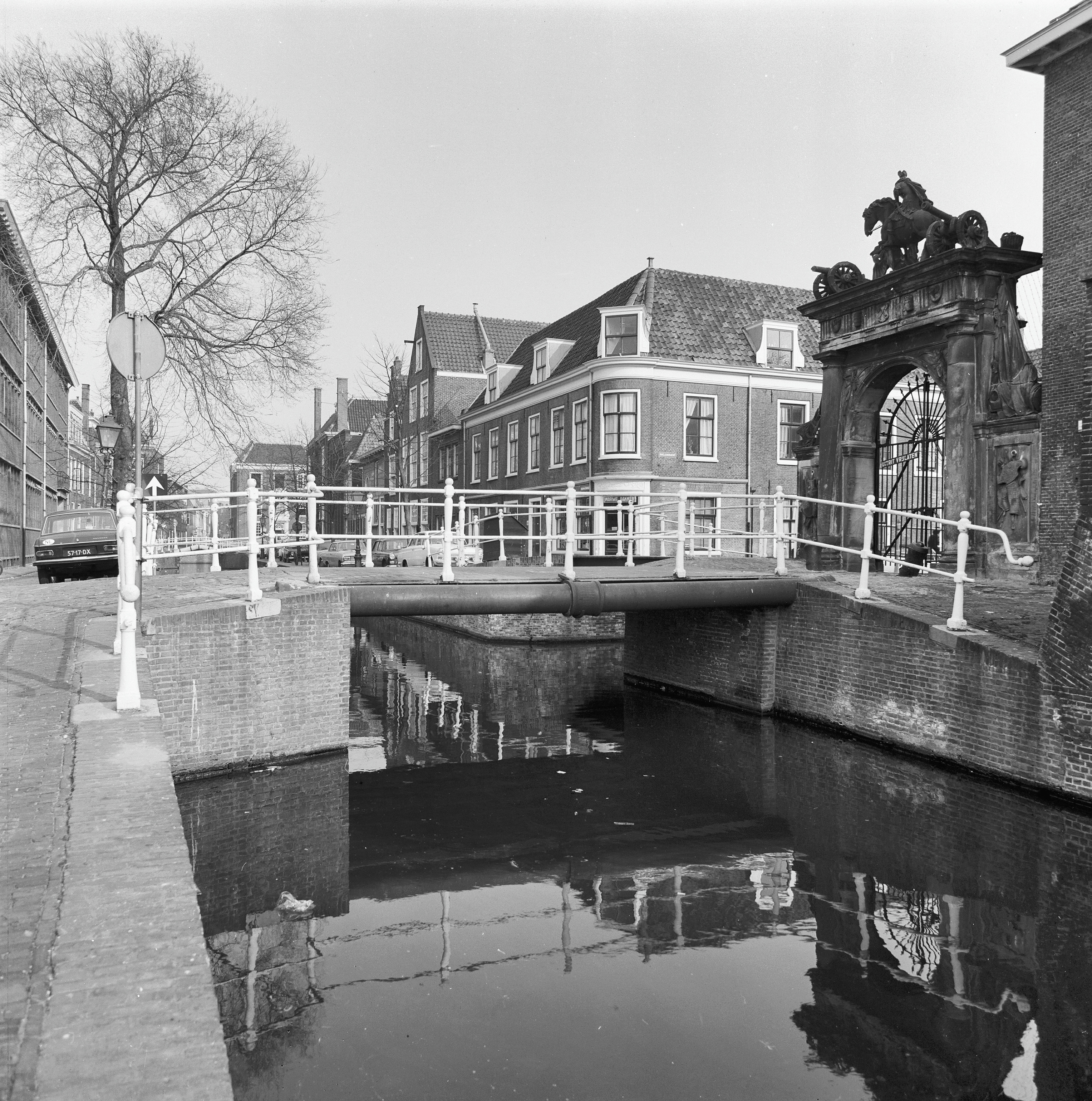
Rechterzijde in 1973